# Cliens
A cliens a római társadalom clientalia rendszerének alanya, a „pártfogolt”. A cliens (a cluere = "valakire hallgatni" szóból) olyan hűségi viszonyba lépett (fides) egy hatalmassággal, amelyben ő különböző gazdasági és morális természetű szolgáltatásokra (operae és obsequium) kötelezte. Ellenszolgáltatásként a patricius mint patrónus az „atyai” gondoskodást vállalta magára, védelmet nyújtott cliensének, egy darab földet juttatott neki, amelyet az a családjával megművelhetett. (Hasonló viszony állt fenn az úr és felszabadított rabszolgája (libertas) között, aki felszabadítása után akár parasztként, akár más foglalkozásában továbbra is  kötődött patronusához.)
A clientalia intézményesített formája volt a görög demokráciában megjelenő szavazatvásárlásnak, a cliens a pártfogás ellenszolgáltatásaként hűséggel és engedelmességgel tartozott a patronusnak. Háborúk alkalmával kíséretet alkottak, a választásokon rá szavaztak, ennek fejében „ajándékokat” és védelmet kaptak. A clientalia a nem teljes jogú római polgárok megélhetési formája volt. A hagyomány szerint Romulus hozta létre a rendszer, hogy a patriciusok és plebeiusok ellentéteit kisimítsa. Az i. e. 4. század kezdetétől azonban már egyfajta félrabszolgasággá alakult. Különös kötelezettségekkel is járt a cliensi függés, így például ha a patronus váltságdíjat követelő kalózok fogságába esett vagy hadifogollyá vált, cliensei kötelesek voltak kiváltani. Emellett hozzájárultak a patronus leányának házasságkötése alkalmával a hozományhoz. Ez részben hasonló a hűbéri rendszer vazallusi függéséhez.
Ebből következően a patronusok elemi érdeke volt a cliensek körének bővítése. A clientalia rendszerének fénykorában egyes patronusok már nemcsak személyek, hanem családok, majd települések, sőt teljes földrajzi térségek felett is gyakorolták patronusi jogaikat. Marcus Claudius Marcellus például egész Sicilia patronusa volt. A császárkor kezdete után a cliens-patronus viszony fokozatosan elvesztette jelentőségét.
Szintén patronus-cliens viszony alakult ki Róma és az olyan kisebb államok között, amelyek elismerték Róma fennhatóságát, ezek rendszerint kötelesek voltak csapatokat küldeni a római hadseregbe. Az így meghódolt királyságok másik neve cliens-királyság. Ilyen kliens-királyság volt a dákok állama a Deceballal kötött béke után 12 évig, vagy Heródes halála után a részekre szakadó Iudaea. A cliens-királyságok előbb-utóbb betagozódtak a Római Birodalomba és provinciákká váltak.